# Troy Dumais
Troy Matthew Bek Dumais (Ventura, 21 de enero de 1980) es un deportista estadounidense que compitió en saltos de trampolín. Es hermano del también saltador Justin Dumais.
Participó en cuatro Juegos Olímpicos de Verano entre los años 2000 y 2012, obteniendo una medalla de bronce en Londres 2012 en la prueba sincronizada. En los Juegos Panamericanos consiguió cinco medallas entre los años 1999 y 2011.
Ganó cinco medallas en el Campeonato Mundial de Natación entre los años 1998 y 2009.

## Palmarés internacional
| Juegos Olímpicos     | Juegos Olímpicos                | Juegos Olímpicos  | Juegos Olímpicos     |
| Año                  | Lugar                           | Medalla           | Prueba               |
| -------------------- | ------------------------------- | ----------------- | -------------------- |
| 2012                 | Londres (Reino Unido)           | Medalla de bronce | Trampolín 3 m sincro |
| Campeonato Mundial   |                                 |                   |                      |
| Año                  | Lugar                           | Medalla           | Prueba               |
| 1998                 | Perth (Australia)               | Medalla de plata  | Trampolín 1 m        |
| 2005                 | Montreal (Canadá)               | Medalla de plata  | Trampolín 3 m        |
| 2005                 | Montreal (Canadá)               | Medalla de bronce | Trampolín 3 m sincro |
| 2009                 | Roma (Italia)                   | Medalla de plata  | Trampolín 3 m        |
| 2009                 | Roma (Italia)                   | Medalla de plata  | Trampolín 3 m sincro |
| Juegos Panamericanos |                                 |                   |                      |
| Año                  | Lugar                           | Medalla           | Prueba               |
| 1999                 | Winnipeg (Canadá)               | Medalla de bronce | Trampolín 3 m        |
| 2003                 | Santo Domingo (Rep. Dominicana) | Medalla de bronce | Trampolín 3 m        |
| 2003                 | Santo Domingo (Rep. Dominicana) | Medalla de bronce | Trampolín 3 m sincro |
| 2007                 | Río de Janeiro (Brasil)         | Medalla de oro    | Trampolín 3 m sincro |
| 2007                 | Río de Janeiro (Brasil)         | Medalla de bronce | Trampolín 3 m        |
| 2011                 | Guadalajara (México)            | Medalla de plata  | Trampolín 3 m sincro |